# Śwignajno Wielkie
Śwignajno Wielkie (deutsch Groß Schwignainen) ist ein kleiner Ort in der polnischen Woiwodschaft Ermland-Masuren. Er gehört zur Gmina Ruciane-Nida (Stadt- und Landgemeinde Rudczanny/Niedersee-Nieden) im Powiat Piski (Kreis Johannisburg).

## Geographische Lage
Śwignajno Wielkie liegt im südlichen Osten der Woiwodschaft Ermland-Masuren, 26 Kilometer südöstlich der früheren Kreisstadt Sensburg (polnisch Mrągowo) bzw. 19 Kilometer nordwestlich der heutigen Kreismetropole Pisz (deutsch Johannisburg).

## Geschichte
Der nach 1774 Schwignainen, nach 1785 Schwiegnaino und bis 1945 Groß Schwignainen (mit Zusatz) genannte heutige Weiler (polnisch Osada) wurde im Jahr 1704 gegründet. 1874 wurde das Gutsdorf in den Amtsbezirk Ukta eingegliedert, der bis 1945 zum Kreis Sensburg im Regierungsbezirk Gumbinnen (ab 1905: Regierungsbezirk Allenstein) in der preußischen Provinz Ostpreußen gehörte. 41 Einwohner zählte der Gutsbezirk Groß Schwignainen im Jahr 1910.
Am 30. September 1928 gab das Dorf seine Eigenständigkeit auf und wurde in die Landgemeinde Schönfeld-Schwignainen eingemeindet, die sich am 7. April 1930 in „Schönfeld“ (ohne Zusatz, heute polnisch: Ładne Pole) umbenannte.
In Kriegsfolge kam der Ort 1945 mit dem gesamten südlichen Ostpreußen zu Polen und erhielt – jetzt wieder selbstständig – die polnische Namensform „Śwignajno Wielkie“. Heute ist er eine Ortschaft im Verbund der Stadt- und Landgemeinde Ruciane-Nida (Rudczanny/Niedersee-Nieden), vom Kreis Sensburg jetzt in den Powiat Piski (Kreis Johannisburg) „gewechselt“, bis 1998 der Woiwodschaft Suwałki, seither der Woiwodschaft Ermland-Masuren zugeordnet.

## Religionen
Bis 1945 war Groß Schwignainen in die evangelische Kirche Alt Ukta in der Kirchenprovinz Ostpreußen der Kirche der Altpreußischen Union bzw. in die römisch-katholische Kirche Sensburg im Bistum Ermland eingepfarrt. 
Heute gehört Śwignajno Wielkie katholischerseits zur Pfarrei Ukta im Bistum Ełk  der Römisch-katholischen Kirche in Polen. Die evangelischen Einwohner orientieren sich zur Kirchengemeinde ebenfalls in Ukta, die heute jedoch eine Filialgemeinde der Pfarrei in Mikołajki (Nikolaiken) in der Diözese Masuren der Evangelisch-Augsburgischen Kirche in Polen ist.

## Verkehr
Śwignajno Wielkie liegt an der Woiwodschaftsstraße 610, die für die Stadt Ruciane-Nida über Piecki (Peitschendorf) eine Verbindung zur Stadt Mrągowo (Sensburg) schafft. Die nächste Bahnstation ist Ruciane-Nida an der Bahnstrecke Olsztyn–Ełk (deutsch Allenstein–Lyck). Bis 1945 war Alt Ukta die nächste Bahnstation und lag an der inzwischen aufgegebenen Bahnstrecke Sensburg–Rudczanny/Niedersee.